# ئی‌ام‌دی اف۹
ئی‌ام‌دی اف۹ (انگلیسی: EMD F9) یک لوکوموتیو ساخت شرکت الکترو-موتیو دیزل است.
این لوکوموتیو که از سال ۱۹۵۳ تا ۱۹۶۰ تولید می‌شده، دارای ۱۶ سیلندر، ۱٬۷۵۰ اسب بخار (۱٫۳۰ مگاوات) توان و سرعت نهایی بوده ۱۰۵ کیلومتر در ساعت بوده است.